# Steiropteris clypeolutata
Steiropteris clypeolutata là một loài dương xỉ thuộc họ Thelypteridaceae. Loài này được Nicaise Auguste Desvaux mô tả khoa học đầu tiên năm 1827.